# Glyptothorax trilineatus
Glyptothorax trilineatus es una especie de peces de la familia Sisoridae en el orden de los Siluriformes.

## Morfología
• Los machos pueden llegar alcanzar los 30 cm de longitud total.

## Distribución geográfica
Se encuentra en la India, Birmania, el Nepal, Tailandia, Laos y China.